# Лејксајд (Колорадо)
Лејксајд (енгл. Lakeside) град је у америчкој савезној држави Колорадо.

## Демографија
По попису из 2010. године број становника је 8, што је 12 (-60,0%) становника мање него 2000. године.
| Група             | 2000.      | 2010.      |
| Белци             | 16 (80,0%) | 8 (100,0%) |
| Афроамериканци    | 0 (0,0%)   | 0 (0,0%)   |
| Азијати           | 0 (0,0%)   | 0 (0,0%)   |
| Хиспаноамериканци | 4 (20,0%)  | 0 (0,0%)   |
| Укупно            | 20         | 8          |